# Coupe du monde féminine de football des moins de 20 ans 2022
Navigation
Édition précédente Édition suivante
La Coupe du monde féminine de football des moins de 20 ans 2022 est la dixième édition de la compétition apparue en 2002 et qui a lieu tous les deux ans. Elle se déroule du 10 au 28 août 2022 au Costa Rica.

## Désignation du pays organisateur
Alors que le Nigeria est un temps pressenti, le Panama et le Costa Rica sont retenus pour accueillir conjointement l'événement. Cette co-organisation est initialement une première dans le football féminin toutes compétitions confondues. Mais la compétition prévue en août et septembre 2020 est reportée à janvier et février 2021 en raison de la pandémie de Covid-19. Entre-temps, le Panama se retire de l'organisation en raison de la situation sanitaire. Le 17 novembre 2020, la FIFA annonce l'annulation de la compétition et son report en 2022, toujours au Costa Rica.
Le tournoi se déroule finalement du 10 au 28 août 2022.

## Villes et stades retenus
Stade national du Costa Rica, à La Sabana, San José, où se déroule la finale. Capacité maximale : 35 062 places. 

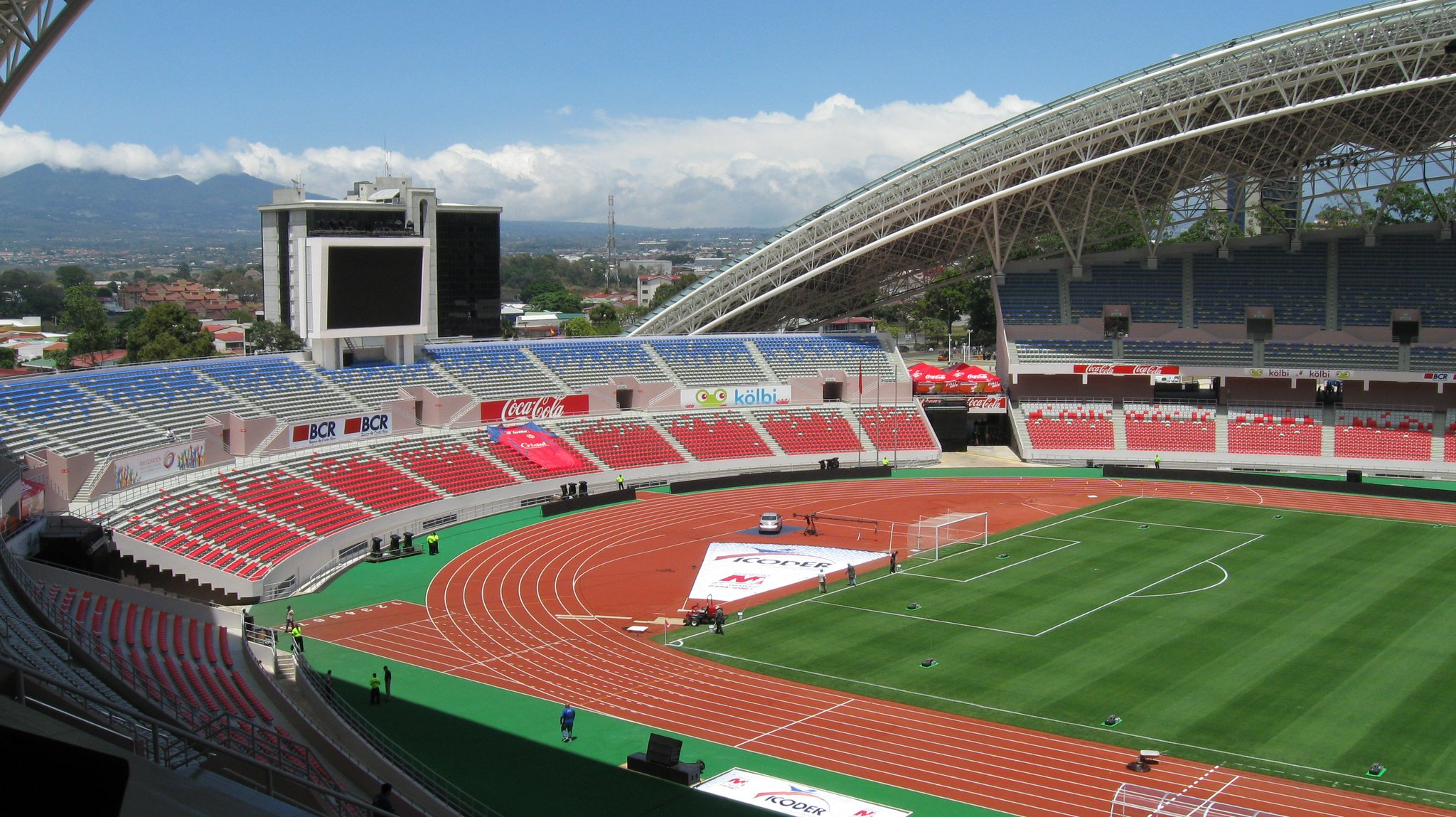
Le stade national du Costa Rica où est jouée la finale.

Stade Alejandro Morera Soto, à Alajuela. Capacité maximale : 17 895 places.

## Équipes qualifiées
Seize pays sont qualifiés pour la compétition.
Le Costa Rica accueillant la compétition, il est qualifié d'office, disputant ainsi le tournoi pour la première fois de son histoire, ce qui porte à quatre le nombre de pays de la fédération d'Amérique du Nord, centrale et des Caraïbes participant au tournoi.
L'Allemagne et les États-Unis sont qualifiés pour la neuvième fois. Ce sont les deux seules nations à avoir participé à toutes les éditions. 
| Amérique du Nord, Centrale et Caraïbes (CONCACAF) 3 places Championnat d'Amérique du Nord, centrale et Caraïbe des moins de 20 ans | Amérique du Sud (CONMEBOL) 2 places Sudamericano Femenino des moins de 20 ans 2018 | Afrique (CAF) 2 places Coupe d'Afrique des nations des moins de 20 ans 2018 |
| --- | ---------------------------------------------------------------------------------- | --------------------------------------------------------------------------- |
| - Costa Rica (comme pays hôte) - Mexique - États-Unis - Canada                                                                     | - Brésil - Colombie                                                                | - Ghana - Nigeria                                                           |
| Océanie (OFC) 1 place Championnat d'Océanie des moins de 20 ans                                                                    | Europe (UEFA) 4 places Championnat d'Europe des moins de 19 ans                    | Asie (AFC) 3 places Championnat d'Asie des nations des moins de 19 ans      |
| - Nouvelle-Zélande | - France - Allemagne - Espagne - Pays-Bas                                          | - Australie - Japon - Corée du Sud                                          |

## Tirage au sort
Le tirage au sort des groupes a lieu le 5 mai 2022.
Composition des chapeaux avant le tirage : 
| Pot 1                                                       | Pot 2                                      | Pot 3                                              | Pot 4                                      |
| ----------------------------------------------------------- | ------------------------------------------ | -------------------------------------------------- | ------------------------------------------ |
| - Costa Rica (comme pays hôte) - Allemagne - Japon - France | - États-Unis - Nigeria - Espagne - Mexique | - Brésil - Corée du Sud - Ghana - Nouvelle Zélande | - Pays-Bas - Canada - Colombie - Australie |

À quatre reprises, une équipe de chaque pot est tirée au sort pour être affectée dans un des quatre groupes, Le tirage est arrangé de sorte que chaque groupe contienne quatre équipes issues d'autant de confédérations différentes.
| Groupe A                                                      | Groupe B                                            | Groupe C                                   | Groupe D                                |
| ------------------------------------------------------------- | --------------------------------------------------- | ------------------------------------------ | --------------------------------------- |
| - Costa Rica (comme pays hôte) - Australie - Espagne - Brésil | - Allemagne - Colombie - Nouvelle Zélande - Mexique | - France - Nigeria - Canada - Corée du Sud | - Japon - Pays-Bas - Ghana - États-Unis |

## Premier tour

### Groupe A
| Rang | Équipe     | Pts | J | G | N | P | Bp | Bc | Diff |
| ---- | ---------- | --- | - | - | - | - | -- | -- | ---- |
| 1    | Espagne    | 7   | 3 | 2 | 1 | 0 | 8  | 0  | +8   |
| 2    | Brésil     | 7   | 3 | 2 | 1 | 0 | 7  | 0  | +7   |
| 3    | Australie  | 3   | 3 | 1 | 0 | 2 | 3  | 6  | -3   |
| 4    | Costa Rica | 0   | 3 | 0 | 0 | 3 | 1  | 13 | -12  |

| Match | Date         | Lieu     | Équipe 1   | Résultat | Équipe 2   |
| ----- | ------------ | -------- | ---------- | -------- | ---------- |
| 3     | 10 août 2022 | San José | Espagne    | 0 – 0    | Brésil     |
| 4     | 10 août 2022 | San José | Costa Rica | 1 – 3    | Australie  |
| 10    | 13 août 2022 | Alajuela | Brésil     | 2 – 0    | Australie  |
| 12    | 13 août 2022 | San José | Costa Rica | 0 – 5    | Espagne    |
| 19    | 16 août 2022 | Alajuela | Australie  | 0 – 3    | Espagne    |
| 20    | 16 août 2022 | San José | Brésil     | 5 – 0    | Costa Rica |

### Groupe B
| Rang | Équipe           | Pts | J | G | N | P | Bp | Bc | Diff |
| ---- | ---------------- | --- | - | - | - | - | -- | -- | ---- |
| 1    | Colombie         | 5   | 3 | 1 | 2 | 0 | 3  | 2  | +1   |
| 2    | Mexique          | 5   | 2 | 1 | 2 | 0 | 2  | 1  | +1   |
| 3    | Allemagne        | 3   | 2 | 1 | 0 | 2 | 3  | 2  | +1   |
| 4    | Nouvelle-Zélande | 2   | 3 | 0 | 2 | 1 | 3  | 6  | -3   |

| Match | Date         | Lieu     | Équipe 1         | Résultat | Équipe 2         |
| ----- | ------------ | -------- | ---------------- | -------- | ---------------- |
| 1     | 10 août 2022 | Alajuela | Allemagne        | 0 – 1    | Colombie         |
| 2     | 10 août 2022 | Alajuela | Nouvelle-Zélande | 1 – 1    | Mexique          |
| 9     | 13 août 2022 | Alajuela | Allemagne        | 3 – 0    | Nouvelle-Zélande |
| 11    | 13 août 2022 | San José | Mexique          | 0 – 0    | Colombie         |
| 17    | 16 août 2022 | San José | Colombie         | 2 – 2    | Nouvelle-Zélande |
| 18    | 16 août 2022 | Alajuela | Mexique          | 1 – 0    | Allemagne        |

### Groupe C
| Rang | Équipe       | Pts | J | G | N | P | Bp | Bc | Diff |
| ---- | ------------ | --- | - | - | - | - | -- | -- | ---- |
| 1    | Nigeria      | 9   | 3 | 3 | 0 | 0 | 5  | 1  | +4   |
| 2    | France       | 6   | 3 | 2 | 0 | 1 | 4  | 2  | +2   |
| 3    | Corée du Sud | 3   | 3 | 1 | 0 | 2 | 2  | 2  | 0    |
| 4    | Canada       | 0   | 3 | 0 | 0 | 3 | 2  | 8  | -6   |

| Match | Date         | Lieu     | Équipe 1     | Résultat | Équipe 2     |
| ----- | ------------ | -------- | ------------ | -------- | ------------ |
| 7     | 11 août 2022 | San José | France       | 0 – 1    | Nigeria      |
| 8     | 11 août 2022 | San José | Canada       | 0 – 2    | Corée du Sud |
| 14    | 14 août 2022 | Alajuela | Corée du Sud | 0 – 1    | Nigeria      |
| 16    | 14 août 2022 | San José | France       | 3 – 1    | Canada       |
| 23    | 17 août 2022 | San José | Corée du Sud | 0 – 1    | France       |
| 24    | 17 août 2022 | Alajuela | Nigeria      | 3 – 1    | Canada       |

### Groupe D
| Rang | Équipe     | Pts | J | G | N | P | Bp | Bc | Diff |
| ---- | ---------- | --- | - | - | - | - | -- | -- | ---- |
| 1    | Japon      | 9   | 3 | 3 | 0 | 0 | 6  | 1  | +5   |
| 2    | Pays-Bas   | 6   | 3 | 2 | 0 | 1 | 7  | 2  | +5   |
| 3    | États-Unis | 3   | 3 | 1 | 0 | 2 | 4  | 6  | -2   |
| 4    | Ghana      | 0   | 3 | 0 | 0 | 3 | 1  | 9  | -8   |

| Match | Date         | Lieu     | Équipe 1   | Résultat | Équipe 2   |
| ----- | ------------ | -------- | ---------- | -------- | ---------- |
| 5     | 11 août 2022 | Alajuela | Ghana      | 0 – 3    | États-Unis |
| 6     | 11 août 2022 | Alajuela | Japon      | 1 – 0    | Pays-Bas   |
| 13    | 14 août 2022 | Alajuela | Japon      | 2 – 0    | Ghana      |
| 15    | 14 août 2022 | San José | États-Unis | 0 – 3    | Pays-Bas   |
| 21    | 17 août 2022 | San José | Pays-Bas   | 4 – 1    | Ghana      |
| 22    | 17 août 2022 | Alajuela | États-Unis | 1 – 3    | Japon      |

## Tableau final
|  | Quarts de finale | Quarts de finale | Quarts de finale | Quarts de finale |         |         | Demi-finales | Demi-finales | Demi-finales                  | Demi-finales                  |                               |                               | Finale  | Finale  | Finale  | Finale  |
|  |                  |                  |                  |                  |         |         |              |              |                               |                               |                               |                               |         |         |         |         |
|  | 20 août          | 20 août          | 20 août          | 20 août          |         |         | 25 août      | 25 août      | 25 août                       | 25 août                       |                               |                               | 28 août | 28 août | 28 août | 28 août |
|  | 20 août          | 20 août          | 20 août          | 20 août          |         |         | 25 août      | 25 août      | 25 août                       | 25 août                       |                               |                               | 28 août | 28 août | 28 août | 28 août |
|  | Espagne          | Espagne          | 1                | 1                |         |         | 25 août      | 25 août      | 25 août                       | 25 août                       |                               |                               | 28 août | 28 août | 28 août | 28 août |
|  | Espagne          | Espagne          | 1                | 1                |         |         | 25 août      | 25 août      | 25 août                       | 25 août                       |                               |                               | 28 août | 28 août | 28 août | 28 août |
|  | Mexique          | Mexique          | 0                | 0                |         |         | 25 août      | 25 août      | 25 août                       | 25 août                       |                               |                               | 28 août | 28 août | 28 août | 28 août |
|  | Mexique          | Mexique          | 0                | 0                | Espagne | Espagne | 2            | 2            |                               |                               |                               |                               | 28 août | 28 août | 28 août | 28 août |
|  | 21 août          |                  |                  |                  | Espagne | Espagne | 2            | 2            |                               |                               |                               |                               | 28 août | 28 août | 28 août | 28 août |
|  |                  |                  | Pays-Bas         | Pays-Bas         | 1       | 1       |              |              |                               |                               |                               |                               | 28 août | 28 août | 28 août | 28 août |
|  | Nigeria          | Nigeria          | Pays-Bas         | Pays-Bas         | 1       | 1       | 0            | 0            |                               |                               |                               |                               | 28 août | 28 août | 28 août | 28 août |
|  | Nigeria          | Nigeria          | 25 août          |                  |         |         | 0            | 0            |                               |                               |                               |                               | 28 août | 28 août | 28 août | 28 août |
|  | Pays-Bas         | Pays-Bas         | 2                | 2                |         |         |              |              |                               |                               |                               |                               | 28 août | 28 août | 28 août | 28 août |
|  | Pays-Bas         | Pays-Bas         | 2                | 2                | Espagne | Espagne | 3            | 3            |                               |                               |                               |                               |         |         |         |         |
|  | 20 août          |                  |                  |                  | Espagne | Espagne | 3            | 3            |                               |                               |                               |                               |         |         |         |         |
|  |                  |                  | Japon            | Japon            | 1       | 1       |              |              |                               |                               |                               |                               |         |         |         |         |
|  | Colombie         | Colombie         | Japon            | Japon            | 1       | 1       | 0            | 0            |                               |                               |                               |                               |         |         |         |         |
|  | Colombie         | Colombie         |                  |                  |         |         |              |              |                               |                               |                               |                               |         |         |         |         |
|  | Brésil           | Brésil           | 1                | 1                |         |         |              |              |                               |                               |                               |                               |         |         |         |         |
|  | Brésil           | Brésil           | 1                | 1                | Brésil  | Brésil  | 1            | 1            | Match pour la troisième place | Match pour la troisième place | Match pour la troisième place | Match pour la troisième place |         |         |         |         |
|  | 21 août          |                  |                  |                  | Brésil  | Brésil  | 1            | 1            | Match pour la troisième place | Match pour la troisième place | Match pour la troisième place | Match pour la troisième place |         |         |         |         |
|  |                  |                  | Japon            | Japon            | 2       | 2       |              |              | 28 août                       | 28 août                       | 28 août                       | 28 août                       |         |         |         |         |
|  | Japon            | Japon            | Japon            | Japon            | 2       | 2       | 3 tab(5)     | 3 tab(5)     | 28 août                       | 28 août                       | 28 août                       | 28 août                       |         |         |         |         |
|  | Japon            | Japon            |                  |                  |         |         |              | 3 tab(5)     |                               |                               | Pays-Bas                      | Pays-Bas                      | 1       | 1       |         |         |
|  | France           | France           | 3 (3)            | 3 (3)            |         |         |              |              |                               |                               | Pays-Bas                      | Pays-Bas                      | 1       | 1       |         |         |
|  | France           | France           | 3 (3)            | 3 (3)            | Brésil  | Brésil  | 4            | 4            |                               |                               |                               |                               |         |         |         |         |
|  |                  |                  |                  |                  |         |         |              |              |                               |                               |                               |                               |         |         |         |         |

## Statistiques individuelles
|     | Joueuse             | Buts |
| --- | ------------------- | ---- |
| 1.  | Inma Gabarro (en)   | 8    |
| 2.  | Maika Hamano        | 4    |
| 3.  | Yuzuki Yamamoto     | 3    |
| 3.  | Esther Onyenezide   | 3    |
| 3.  | Magnaba Folquet     | 3    |
| 3.  | Esther Mbakem-Niaro | 3    |
| 3.  | Salma Paralluelo    | 3    |
| 3.  | Tarciane            | 3    |
| 4.  | Aline               | 2    |
| 4.  | Rafa Levis          | 2    |
| 4.  | Marit Auée          | 2    |
| 4.  | Rosa van Gool       | 2    |
| 4.  | Ziva Henry          | 2    |
| 4.  | Liz Rijsbergen (en) | 2    |
| 4.  | Linda Caicedo       | 2    |
| 11. | 40 joueuses         | 1    |